# Georges Guétary
Ne doit pas être confondu avec Guéthary.
Georges Guétary (de son vrai nom Lámbros Vorlóou, grec moderne : Λάμπρος Βορλόου), né le 8 février 1915 à Alexandrie et mort le 13 septembre 1997 à Mougins, est un chanteur d'opérette et comédien grec, naturalisé français au début des années 1950. Il emprunte son nom de scène à Guéthary, commune du Pays basque français.

## Biographie
Lámbros Vorlóou est issu d'une fratrie de dix enfants, dont le salaire du père qui travaillait comme surveillant dans une plantation de coton permettait tout juste de faire vivre la famille.
Son oncle, le célèbre pianiste concertiste Tasso Janopoulo, n'a pas d'enfant. Il propose à la famille de subvenir à l'éducation de son neveu qu'il affectionne particulièrement. Lámbros migre donc en France pour y étudier le commerce international. À Paris, on lui découvre une voix, imparfaite mais déjà claire, vive, souple, grimpant l'aigu le plus affolant sans forcer ni hurler, une rare qualité vocale.
Jacques Thibaud, le violoniste avec lequel oncle Tasso fait équipe, lui présente la cantatrice Ninon Vallin, qui est immédiatement séduite par les qualités vocales du jeune homme. Elle accepte de lui donner des leçons. Lámbros est studieux, concentré, méthodique, il évolue vite et ne change jamais — même la gloire acquise — son sérieux contre l'insouciance.
C'est dans la musique de variétés qu'il fait ses débuts, comme soliste dans l'orchestre de Jo Bouillon. En 1937, il est remarqué par Henri Varna, directeur du Casino de Paris qui lui confie un rôle de « boy » dans la revue de Mistinguett.
Pendant la Seconde Guerre mondiale, sans emploi dans le spectacle, il devient maître d'hôtel dans un restaurant toulousain. Il y rencontre l'accordéoniste Frédo Gardoni qui l'engage comme chanteur et lui permet d'enregistrer son premier disque sous le nom de Georges Guétary, nom emprunté à la bourgade côtière de Guéthary, au Pays basque, dans laquelle il séjourna au début de la guerre. C'est pourquoi, on croit longtemps que Lámbros est aussi basque que ses collègues André Dassary, Luis Mariano, Francis Lopez et Rudy Hirigoyen, alors qu'en fait il n'en est rien.
Sa rencontre avec le compositeur basque Francis Lopez, qui débute lui aussi dans la chanson, est décisive. Avec ce chirurgien dentiste recyclé mélodiste, Guétary crée Caballero et Robin des Bois (1943), deux chansonnettes à fort succès qui placent le chanteur et le compositeur en pole position pour la gloire. Lopez doit cependant attendre la Belle de Cadix pour vraiment démarrer, mais Guétary, lui, a désormais le vent en poupe. À la Libération, À Honolulu (1945), toujours signé Francis Lopez, est sur toutes les lèvres. Georges Guétary tourne alors son premier film, Le Cavalier noir (1945), dont les chansons (de Francis Lopez) Cavalier, Avec l'amour, La plus belle, et surtout Chic à Chiquito, rallient tous les suffrages.
Le 5 janvier 1949, Georges Guétary enregistre Maître Pierre avec l'orchestre de Marius Coste. Cette chanson composée par Henri Betti sur des paroles de Jacques Plante est un grand succès repris par plusieurs chanteurs et accordéonistes.
Georges Guétary part alors à la conquête du public américain. En 1950, il est consacré meilleur chanteur d'opérette, à Broadway, pour son interprétation dans Arms and the Girl. Au cours de ces années, Georges Guétary est également devenu une grosse vedette au Québec. De retour en France, il tient le premier rôle dans deux opérettes lopéziennes, Pour Don Carlos avec pour partenaire Maria Lopez (créée au théâtre du Châtelet le 17 décembre 1950) et La Route fleurie au théâtre de l'ABC, création le 19 décembre 1952, où il a pour partenaires Bourvil et Annie Cordy. Cette opérette tout particulièrement, donne son laurier définitif à Guétary, que les Français et Françaises aiment à voir en « bon copain chantant ».
C'est pour l'avoir vu et entendu sur scène que Gene Kelly, de passage à Paris pour les besoins du film en préparation Un Américain à Paris, décide de l'engager. Parmi ses films, on retient également Les Aventures de Casanova de Jean Boyer, sorti en salle en 1946.
Il interprète par la suite une série d'opérettes de divers auteurs, avec un succès inégal : Pacifico (1958), La Polka des lampions (1962), Monsieur Carnaval (1965, sur une musique de Charles Aznavour, on y entend le fameux air  de La Bohème : « je vous parle d'un temps... »), Monsieur Pompadour (1971) et enfin Les Aventures de Tom Jones (1974), cette dernière n'obtenant aucun succès.
Il apparaît également à la télévision le 16 octobre 1961, dans l'émission « Si ça vous chante », en se mettant à la mode du rock en compagnie de Dick Rivers, dans une émission de variétés où il interprète en duo accompagné en direct par Les Chats Sauvages, la chanson - Georges, viens danser le rock - qu'il l'avait créée en 1956 sur une musique de Jo Moutet et des paroles de Robert Chabrier et enregistrée avec l'orchestre de Jo Moutet. Le disque à l'époque avait eu un réel succès et s'était très bien vendu, malgré une interprétation « hors normes » et « pas dans le coup » pour cette époque.
En 1981, Francis Lopez souhaitant relancer la mode de l'opérette rappelle Georges Guétary pour une nouvelle œuvre, Aventure à Monte-Carlo, qui obtient un succès honorable. Après ces retrouvailles, Georges enchaîne les dernières créations de Lopez qui n'ont cependant plus le succès de celles des décennies précédentes : L'Amour à Tahiti (1983), Carnaval aux Caraïbes (1985) et Le Roi du Pacifique (1986) ainsi que Hourra Papa de Jo Moutet et Jacques Demarny (1984),  avec également, entre autres, Jacques Balutin et Laurence Badie.
Georges Guétary meurt d'une crise cardiaque le 13 septembre 1997, dans une clinique de Mougins (Alpes-Maritimes). Il est inhumé au cimetière du Grand Jas, à Cannes.

## Vie personnelle
En 1951, une idylle sera supposée entre le comédien et la chanteuse Maria Lopez, lorsqu'elle l'accompagne sur le tournage du film Une fille sur la route et qu'ils sont partenaire au Théâtre du Châtelet pour l'Opérette Pour don Carlos,.
Georges aura par le suite deux enfants, Hélène et François avec son épouse née Janine Guyon.

## Ses opérettes
Entre parenthèses, nom du compositeur.
- 1942 : La Course à l'amour (Guy Lafarge)
- 1950 : Pour Don Carlos, musique Francis Lopez, livret André Mouëzy-Éon, chansons Raymond Vincy d'après Pierre Benoit, mise en scène Maurice Lehmann, Théâtre du Châtelet
- 1952 : La Route fleurie opérette de Raymond Vincy, musique Francis Lopez, mise en scène Max Révol, Théâtre des Célestins, Théâtre de l'ABC
- 1958 : Pacifico opérette de Paul Nivoix, musique Jo Moutet, mise en scène Max Revol, Théâtre de la Porte-Saint-Martin
- 1961 : La Polka des lampions, livret Marcel Achard, musique Gérard Calvi, mise en scène Maurice Lehmann, Théâtre du Chatelet
- 1965 : Monsieur Carnaval livret de Frédéric Dard, musique Charles Aznavour et Mario Bua, mise en scène Maurice Lehmann, Théâtre du Châtelet
- 1971 : Monsieur Pompadour de Françoise Dorin, musique Claude Bolling, mise en scène Jacques Charon, Théâtre Mogador
- 1974 : Les Aventures de Tom Jones de Jean Marsan et Jacques Debronckart d'après Henry Fielding, mise en scène René Clermont, Théâtre de Paris
- 1981 : Aventure à Monte-Carlo (Francis Lopez)
- 1983 : L'Amour à Tahiti (Francis Lopez)
- 1984 : Hourra papa (Jo Moutet)
- 1985 : Carnaval aux Caraïbes (Francis Lopez)
- 1986 : Le Roi du Pacifique (Francis Lopez)

## Filmographie
- 1938 : Quand le cœur chante de Bernard Roland : Participation - (moyen métrage)
- 1940 : Monsieur Hector de Maurice Cammage
- 1942 : La Femme perdue de Jean Choux
- 1942 : L'Inévitable Monsieur Dubois de Pierre Billon - Chanson uniquement
- 1943 : Moulins d'hier et d'aujourd'hui de Serge Griboff - Chanson uniquement - (court métrage)
- 1945 : Le Cavalier noir de Gilles Grangier
- 1945 : Trente et quarante de Gilles Grangier
- 1946 : Les Aventures de Casanova "Film tourné en deux époques" de Jean Boyer
- 1948 : Jo la Romance de Gilles Grangier
- 1949 : Amour et Compagnie de Gilles Grangier
- 1951 : An American in Paris - (Un américain à Paris) de Vincente Minnelli
- 1951 : Paris chante toujours de Pierre Montazel - Participation en chanteur
- 1951 : Une fille sur la route de Jean Stelli
- 1952 : Plume au vent - (Pluma al viento) de Louis Cuny et Ramon Torrado
- 1953 : La Route du bonheur - (Saluti e baci) de Maurice Labro et Giorgio Simonelli - Participation en chanteur
- 1953 : Les Tribulations de Monsieur de Biche / A vos ordres Ernestine de Marc Maillaraky - (Film belge, inédit)
- 1954 : Le Baron Tzigane - (Der Zigeunerbaron) d'Arthur Maria Rabenalt
- 1955 : Le Chemin du paradis - (Die drei von der Tankstelle) d'Hans Wolff et Willi Forst
- 1956 : Une nuit aux Baléares de Paul Mesnier
- 1956 : Vergiss wenn Du Kannst d'Hans H. König - Participation en chanteur
- 1957 : Amour, tango, mandoline ou On aime qu'une fois - (Liebe ist ja nur ein Märchen) d'Arthur Maria Rabenalt
- 1957 : C'est arrivé à 36 chandelles d'Henri Diamant-Berger
- 1995 : Somnia ou le voyage en Hypnopompia d'Hélène Guétary - (court métrage)

## Publications
- Georges Guétary, par Georges Guétary, Montréal, Héritage, 1978.
- Les hasards fabuleux, par Georges Guétary, préface de Frédéric Dard, Paris, La Table ronde, 1981.